# Toledo Jim White Chevrolets
I Toledo Jim White Chevrolets furono una squadra professionistica di pallacanestro attiva in National Basketball League nella stagione 1941-1942 e per un breve periodo nella stagione 1942-1943. La squadra scomparve infatti il 14 dicembre 1942.
I Toledo Jim White Chevrolets vennero fondati da Sidney Goldberg, un promoter di incontri di pugilato e pallacanestro. Pagò 350 dollari per acquistare la franchigia, e ricevette il sostegno economico da parte di Jim White Chevrolet, che versò 1.500 dollari come garanzia alla NBL.
La stella della squadra era Chuck Chuckovits il quale, nonostante la stagione deludente della squadra (ultima con 3 vittorie e 21 sconfitte) fu eletto miglior giocatore nel 1941-1942 e chiuse il campionato come miglior marcatore. In rosa figuravano tra gli altri Howard Cable e Jack Ozburn.

## Stagioni
| Stagione | Lega | Denominazione               | V | P  | %    | Piazzamento | Play-off |
| -------- | ---- | --------------------------- | - | -- | ---- | ----------- | -------- |
| 1941-42  | NBL  | Toledo Jim White Chevrolets | 3 | 21 | 12,5 | 7º          | -        |
| 1942-43  | NBL  | Toledo Jim White Chevrolets | 0 | 4  | 0,0  | 5º          | -        |